# NGC 140
NGC 140 è una galassia a spirale situata nella costellazione di Andromeda.

## Scoperta
NGC 140 è stata scoperta l'8 ottobre 1866 dall'astronomo americano Truman Henry Safford, che pubblicò la notizia in appendice a un altro lavoro poco conosciuto. Sedici anni più tardi, il 5 novembre 1882, l'astronomo francese Edouard Stephan scoprì lo stesso oggetto, senza sapere della precedente scoperta di Safford. Nel catalogo di Steinicke, Safford viene riportato come scopritore ufficiale. La galassia venne descritta come "molto debole, piccola, arrotondata e gradualmente più brillante al centro".
La galassia ha una classe di luminosità III-IV e presenta una larga riga a 21 cm dell'idrogeno neutro; inoltre racchiude al suo interno alcune regioni di idrogeno ionizzato..